# Chedraui
Chedraui est une entreprise mexicaine de grande distribution possédant des supermarchés sur le territoire mexicain sous différents noms : Almacenes Chedraui, Tiendas Chedraui et Super Che. Elle possède également des magasins dans les États du sud-ouest des États-Unis sous le nom de "El Super". Le groupe est présent dans 21 États de la République Mexicaine, avec plus de 100 succursales et 32 centres commerciaux.
Chedraui compte aussi avec une division immobilier chargée de gérer les centres commerciaux du groupe et une division appelée Autotransportadora Chedraui chargée d'approvisionner les magasins.

## Histoire
Le nom de ce groupe provient du nom de famille de son fondateur, un migrant libanais, qui avec son épouse Ana Caram ont fondé en 1920 une mercerie dans la ville de Xalapa, dans l'état du Veracruz. À l'origine,  "El Puerto de Beyrouth" ou le Port de Beyrouth, était le nom de l'entreprise pour faire remarquer leur origine, mais quelques années plus tard en 1927 ils ont changé son nom pour "Casa Chedraui: La Única de Confianza".
La première expansion des affaires familiales est entamée par leur fils, Antonio Chedraui Caram qui réorganisa en 1961 toute la société en Almacenes Chedraui, nom qui est toujours utilisé par deux de leurs établissements, celui de Xalapa et un autre à Villahermosa. En 1970, l'entreprise commença dans la grande distribution avec l'ouverture de Super Chedraui à Xalapa et d'autres magasins au port de Veracruz (1976), Villahermosa (1980) et Coatzacoalcos (1981).
En mars 2018, Chedraui annonce l'acquisition de Fiesta Mart, au fonds d'investissement Acon Investments, acquisition qui lui permet de posséder 63 magasins supplémentaires, spécialisés autour de la communauté latino-américaine, aux États-Unis.

## Directions
Alfredo Chedraui Obeso est l'actuel président de Chedraui et la sous-direction générale est gérée par J. Antonio Chedraui Eguia.